# Luís Thomassin

De Verbi Dei Incarnatione, 1680

Luís Thomassin ou Louis de Thomassin d’Eynac (em francês) (Aix-en-Provence, 28 de agosto de 1619 - Paris, 24 de dezembro de 1695) foi um teólogo francês, Oratoriano e bispo da Igreja Católica.

## Obras
Suas principais obras foram: 

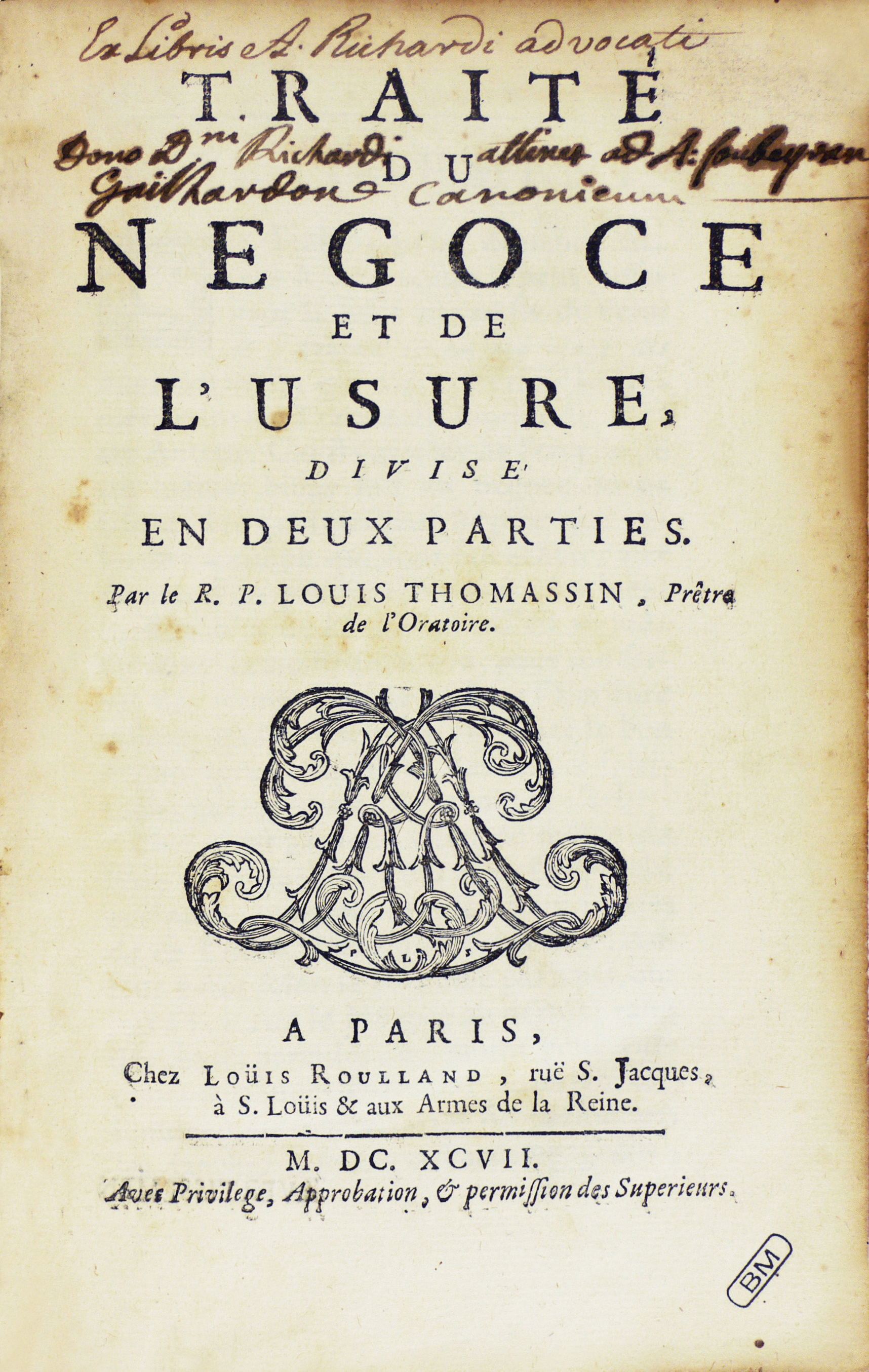
Traité du négoce et de l'usure, 1697.

- "Ancienne et nouvelle discipline de l'église touchant les bénéfices et les bénéficiers" (2 vols. in fol., Paris, 1678-79 with an additional volume pub. 1681), which passed through several French and Latin editions and several abridgments;
- "Dogmatum theologicorum ... de Incarnatione, de Dei proprietatibus ... etc." (3 vols. in fol., Paris, 1680-89), likewise re-edited several times (the treatise on the Incarnation is regarded as Thomassin's masterpiece)
- a series of "Traités historiques et dogmatiques" on ecclesiastical fasts, feasts, the Divine Office, the unity of the Church, truth and lying, alms, business and usury (1680-97)
- a series of methods of studying and teaching the humanities, philosophy, grammar, history (1681-92
- the "Glossarium universale hebraicum" (in fol., Paris, 1697
- "Traité dogmatique et historique des édits et d'autres moyens ... dont on s'est servi . . . pour établir et maintenir l'unité de l'église" (3 vols., in 4°, Paris, 1705).